# Erythroxylum carthagenense
Erythroxylum carthagenense là một loài thực vật có hoa trong họ Erythroxylaceae. Loài này được Jacq. mô tả khoa học đầu tiên năm 1760.